# Vierkirchen (Bawaria)
Vierkirchen – miejscowość i gmina w Niemczech, w kraju związkowym Bawaria, w rejencji Górna Bawaria, w regionie Monachium, w powiecie Dachau. Leży około 12 km na północ od Dachau, przy linii kolejowej Monachium – Norymberga.

## Dzielnice
Gmina składa się z następujących dzielnic: Giebing, Pasenbach, Vierkirchen, Jedenhofen, Esterhofen, Ramelsbach, Rettenbach, Milbertshofen, Gramling, Oberwiedenhof, Mitterwiedenhof i Unterwiedenhof.

## Demografia
| Rok  | Liczba mieszk. |
| ---- | -------------- |
| 1970 | 2 097          |
| 1987 | 2 940          |
| 2000 | 3 837          |
| 2006 | 4 358          |

Dane o ludności z 31 grudnia 2008:
| Opis                                | Ogółem | Ogółem | Kobiety | Kobiety | Mężczyźni | Mężczyźni |
| ----------------------------------- | ------ | ------ | ------- | ------- | --------- | --------- |
| Jednostka                           | osób   | %      | osób    | %       | osób      | %         |
| Populacja                           | 4292   | 100    | 2134    | 49,72   | 2158      | 50,28     |
| Wiek przedprodukcyjny (0–17 lat)    | 899    | 20,95  | 416     | 9,69    | 483       | 11,25     |
| Wiek produkcyjny (18–65 lat)        | 2753   | 64,14  | 1366    | 31,83   | 1387      | 32,32     |
| Wiek poprodukcyjny (powyżej 65 lat) | 640    | 14,91  | 352     | 8,2     | 288       | 6,71      |

## Polityka
Wójtem gminy jest, rada gminy składa się z osób.
|      | CSU | SPD | FW | FWG Pasenbach | Razem |
| 2008 | 4   | 6   | 3  | 3             | 16    |
| 2002 | 6   | 5   | 3  | 2             | 16    |

## Oświata
W gminie znajdują się trzy przedszkola oraz szkoła podstawowa (11 nauczycieli, 199 uczniów).